# A Banheira
A Banheira é uma obra de arte em pastel de Edgar Degas (1834–1917), pintada em 1886 e instalada no Museu de Orsay em Paris. Uma obra-prima de Degas, que combina habilmente naturezas-mortas de artigos de toalete com uma perspectiva distorcida e vista panorâmica, fazem deste pastel um dos mais ousados e realizados dos trabalhos de Degas.